# Словоформи
Словоформа — це граматична форма того самого слова, яка виявляє лексичну тотожність із співвідносними словами. Словоформи — це лексичні одиниці з конкретним граматичним значенням. Словоформа — це основний носій граматичного значення. Сукупність словоформ певної лексеми називається граматичною парадигмою.

## Поняття про словоформи
Будь-яке висловлювання будується із самостійних і службових слів. Службові слова виконують допоміжну, переважно граматичну роль. Вони незмінні. Самостійні слова у висловлюваннях, називаючи певні явища, виступають у вигляді словоформ, тобто певних граматичних форм.
Розрізняються словоформи трьох рівнів: лексичні, морфологічні й синтаксичні.
Лексичні словоформи (лексеми) виконують номінативну роль. У нашій уяві вони існують у якійсь нейтральній формі, найімовірніше, у вигляді основ. З кожним таким словом рефлекторно пов'язане його лексичне значення — узагальнений Реальний образ певного фрагмента дійсності (сигніфікат). раз, перш ніж нам згадається слово, в уяві постає пов'язаний із ним образ певного предмета, явища. Цей образ так само уявляється нам і тоді, коли слово чуємо від іншої людини або бачимо його написаним. Саме тому й розуміємо його значення, а відтак — і значення висловлювання.
У словниках лексичні словоформи фіксуються в так званій початковій формі: іменник — у формі називного відмінка однини або множини, якщо іменник в однині не вживається (світ, двері); прикметник — у формі називного відмінка чоловічого роду (радісний); числівник — у формі називного відмінка (триста); займенник — залежно від того, яку частину мови він замінює (він, такий, стільки); дієслово — у неозначеній формі (думати); прислівник — у його незмінній формі (радісно, по-новому, вгорі).
Морфологічні словоформи відбивають можливості слів тієї чи іншої частини мови відображати різні відношення між окремими явищами як дійсності, так і внутрішнього стану людини. Іменник потенційно має 14 словоформ (по сім відмінкових форм у двох числах); прикметник — 24 словоформи (ще шість відмінкових форм у трьох родах і в множині); числівник (крім числівників один, тисяча, мільйон і под.) — шість відмінкових словоформ.
Дієслово (не беручи до уваги відмінкових форм дієприкметника) недоконаного виду має приблизно 37 словоформ,
доконаного виду — близько 25 словоформ. До дієслівної парадигми входять незмінювані неозначена форма, дієприслівник і форма на -но, -то та змінювані способові форми і дієприкметник.
Серед способових розрізняють форми дійсного, умовно-наказового способів. У дійсному способі дієслова недоконаного виду мають форми давноминулого й минулого часів (чотири форми — три роди і множина), теперішнього й дві
майбутніх часів (по три особові форми в однині і три — у множині); дієслова доконаного виду не мають форм теперішнього часу, мають тільки форми одного майбутнього та двох минулих часів. В умовному способі, як і в минулому часі, дієслові має чотири форми (три роди і множина), у наказовому — фактично три форми (друга особа однини, перша й друга особи? множини).
Морфологічні словоформи існують лише як можливість. Це мовленні не всі вони можуть використовуватися. Наприкладки не вживаються потенційно можливі форми множини від таких іменників, як, наприклад, молоко, слух, довіра. Позбавлені змісту можливі форми дієслів світаю, світаємо або брунькую, брунькуємо. Так само не мають смислу, хоч і правильні з погляду морфології, словоформи прикметника тільний, тільного, тільному. Від дієслова смеркати можна утворити активний дієприкметник смеркаючий, але вжити його в синтаксичній конструкції не можна — цьому противиться лад української мови.
Морфологічні словоформи, як і лексичні, позбавлені конкретності; вони багатозначні. Скажімо, словоформа товариша (родовий відмінок) може означати і суб'єкт дії (допомога товариша), і об'єкт {зустріч товариша), і присвійність (портфель товариша), і частину від цілого (плече товариша), і відсутність (немає товариша) тощо. Значення морфологічної словоформи (як і лексичне значення слова) сприймається конкретно лише тоді, коли вона, ця словоформа, мислиться як частина висловлювання, тобто набуває статусу синтаксичної одиниці.
Синтаксичні словоформи — це різні форми самостійних частин мови, використовувані як будівельний матеріал для творення словосполучень і речень як словесних моделей певних фрагментів явиш дійсності чи внутрішніх станів людини.
Між значеннями граматичних засобів у морфології й у синтаксисі існує, отже, істотна різниця. Якщо морфологічні засоби виражають тільки абстрактні, можливі, безвідносні до конкретної дійсності відтінки змісту тих чи інших словоформ, то змістом будь-якого синтаксичного засобу є відображення конкретного відношення між явищами дійсності чи внутрішніх станів людини.
Коли ми хочемо повідомити, кому належить конкретна книжка, словоформа товариша у підготовці до висловлювання і в самому висловлюванні набуває єдиного значення — значення присвійності і в цьому разі стає синонімічною до словоформи товаришева (книжка товариша, товаришева книжка). Усі інші можливі варіанти морфологічних значень родового відмінка в цій синтаксичній словоформі відсікаються (так само, як відсікаються й усі інші можливі лексичні значення Цього слова).
Не всі синтаксичні словоформи однаково інформаційно насичені. Найбільше інформації про відношення між конкретними явищами несуть словоформи іменників (і співвідносних з ними займенників) та дієслів. Словоформи прикметників, числівників та дієприкметників (і співвідносних із ними займенників) виконують у висловлюванні підпорядковану ролі вираження їхнього синтаксичного зв'язку з означуваними словами. Проте й ці словоформи не зовсім позбавлені інформаційної функції. Наприклад, у реченні Зазвичай митці світового рівня не полюбляють піднімати завіси над таємницями свої* задумів, особливо коли робота над майбутнім твором ще триває (3 газети) відношення між окремими явищами й поняттями передано передусім за допомогою словоформ іменників та дієслів, які й становлять основу повідомлення. Водночас і словоформи прикметника світового (форма родового відмінка однини чоловічого роду) та займенника своїх (форма родового відмінка множини), які уточнюють лексичне значення іменників, указують, що названі ними ознаки стосуються саме понять рівня і задумів, а не митці і таємницями.
Не всі морфологічно можливі словоформи, зокрема іменників та дієслів, виконують роль синтаксичних засобів. Де зумовлено насамперед їхнім лексичним значенням. Найповніше використовуються в ролі синтаксичних засобів словоформи прикметників, числівників та дієприкметників і співвідносних із ними займенників, граматичні ознаки яких, як правило, не несуть інформації про дійсність і в цьому відношенні не є самостійними, а залежать від граматичних ознак означуваних ними словоформ іменників.
Щодо іменників, то в синтаксисі, на відміну від морфології, їхні словоформи сприймаються як без прийменників, так і з прийменниками (однаково синтаксичними словоформами є і дорогою, і за дорогою, і перед дорогою — залежно від потреби висловлювання).
До синтаксичних словоформ за своїм змістом певною мірою наближаються й поєднання допоміжних слів із неозначеною формою дієслова на зразок почало світати, повинен зробити тощо. Очевидно, як синтаксичні словоформи слід розглядати й поєднання дієслова-зв'язки бути з іменними частинами мови (був здивований).
Прислівники в мовленні виступають у вигляді застиглих синтаксичних словоформ. Лише якісно-означальні прислівники змінюють свою форму: мають виший і найвищий ступені порівняння {легко — легше — найлегше). Але це явище належить до лексико-семантичного й морфологічного рівнів, а не до синтаксичного.